# مئذنة جامع ساوة
مئذنة جامع ساوة (بالفارسية: مناره مسجد جامع ساوه) هي مئذنة تاريخية تعود إلى عصر الدولة السلجوقية، وتقع في ساوة.